# Vicente López Carril

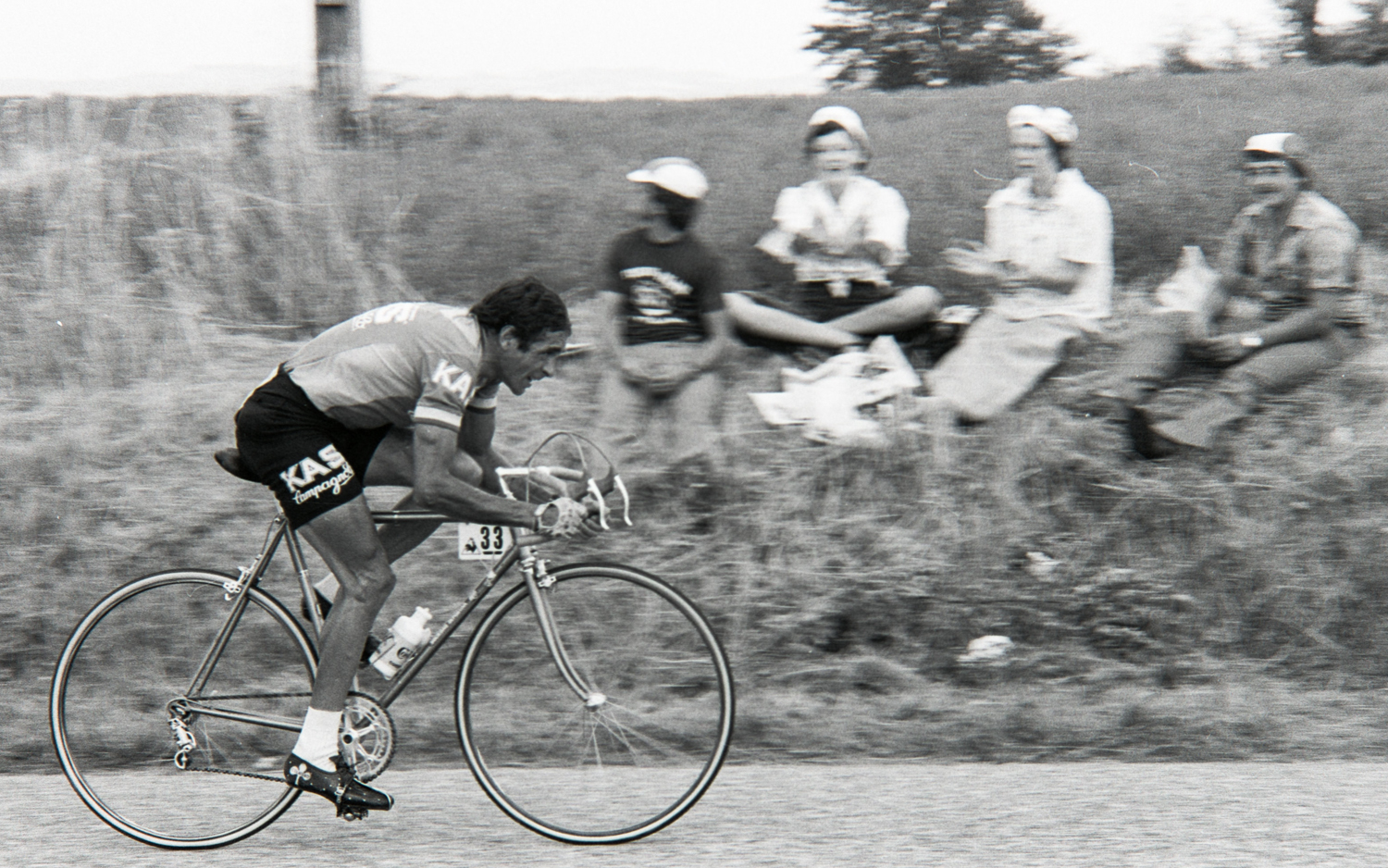
Vicente López Carril (1976)

Vicente López Carril (* 2. Dezember 1942 in Donas, Galicien; † 29. März 1980 in Gijón) war ein spanischer Radrennfahrer.

## Sportliche Laufbahn
López Carril war Straßenradsportler. 1959 begann er mit dem Radsport. Als Amateur gewann er die nationale Meisterschaft im Straßenrennen 1963 und im Bergfahren 1966. 1966 wurde er Dritter der Straßenmeisterschaft.
López Carril (auch López-Carril) bestritt einige Rundfahrten für die spanische Nationalmannschaft. Im britischen Milk Race 1964 wurde er Zweiter hinter Arthur Metcalfe und gewann die Bergwertung. Im Etappenrennen Tour de la Bidassoa wurde er 1965 und 1966 jeweils Zweiter. 1966 wurde er Zweiter der Tour de l’Avenir hinter seinem Landsmann José Gómez und siegte auf einem Tagesabschnitt.
Von 1967 bis 1979 war er als Berufsfahrer aktiv. López Carril gewann Etappen in allen drei Grand Tours. Im Giro d’Italia gewann er 1971 und 1974, in der Tour de France 1973, 1974, 1975 und 1976 und in der Vuelta a España 1976 jeweils Etappen. Er fuhr zwölf Jahre für das Radsportteam Kas.
Sein erster Sieg als Profi war der Gewinn der Mallorca-Rundfahrt 1968, in der er zwei Etappen für sich entscheiden konnte. Weitere Erfolge hatte er mit dem Gewinn der Rennen Trofeo Elola und Vuelta a los valles mineros 1971 und 1973, Gran Premio Navarra 1972 und 1977, Trois Jours de Leganés 1973, Volta a la Comunitat Valenciana 1975, Klasika Primavera 1977, Prueba Villafranca-Ordiziako Klasika 1977 und der Asturien-Rundfahrt 1977. Dazu kamen etliche Etappensiege in Rundfahrten.
1974 gewann er die nationale Meisterschaft im Straßenrennen der Profis und wurde beim Sieg von Eddy Merckx Dritter der Tour de France.
Die Tour de France fuhr er neunmal. Nach dem 3. Platz 1974  belegte er 1975 den 5. Platz, 1973 den 9. Platz und 1976 wurde er Zehnter. In der Tour de France 1974 gewann er die Sonderwertung Souvenir Henri Desgrange.
Den Giro d’Italia bestritt er sechsmal. 1967 wurde er 23., 1971 12., 1972 4., 1974 8., 1975 22. und 1977 55. der Gesamtwertung.
Die Vuelta a España sah ihn neunmal am Start. Seine besten Resultate im Endklassement waren der 5. Platz 1976 und der 10. Rang 1978. Insgesamt bestritt er 24 Grand Tours.

## Familiäres
Sein Bruder Jesús López Carril war ebenfalls Radrennfahrer und wurde 1975 Straßenmeister der Amateure.